# Detlef Glowka
Detlef Glowka (ur. 18 marca 1934 w Naumburg) – niemiecki pedagog, doktor habilitowany, profesor pedagogiki porównawczej Westfalskiego Uniwersytetu Wilhelma w Münsterze. 

## Życiorys
Studiował filozofię w Lipsku i Berlinie. Od 1965 roku był pracownikiem naukowym w Max-Planck-Institute for Human Development w Berlinie. W 1967 roku uzyskał tytuł doktora filozofii w berlińskim Wolnym Uniwersytecie. W 1973 roku habilitował się w Instytucie Maxa Plancka w Berlinie w dziedzinie nauk pedagogicznych, a w latach 1976–1999 był profesorem pedagogiki porównawczej Wyższej Szkoły Edukacji Westfalen-Lippe Westfalskiego Uniwersytetu Wilhelma w Münsterze. Od 1977 pracował w Zarządzie Komisji Pedagogiki Porównawczej Deutschen Gesellschaft für Erziehungswissenschaft (DGfE), będąc z ramienia Komisji wydawcą czasopisma Vergleichende Erziehungswissenschaft – Informationen, Berichte, Studien. Od 1980 roku pracował jako wykładowca akademicki na Wydziale Edukacji Szkolnej i Ogólnokształcącej Uniwersytetu w Münster.
Detlef Glowka jest współzałożycielem Niemiecko-Rosyjskiego Towarzystwa Münster/Münsterland, w ramach którego zainicjował współpracę pomiędzy Wydziałem Edukacji Uniwersytetu w Münster a Akademią Wychowania w Riazaniu. 

## Zainteresowania naukowe i publikacje
Główne zainteresowania naukowe Detlefa Glowki koncentrują się wokół filozoficznych podstaw kształcenia ogólnego, metodologii badań pedagogicznych, kształcenia nauczycieli, reformy szkolnictwa i edukacji oraz rozwoju oświaty i myśli pedagogicznej poza Niemcami, głównie w Rosji i Anglii. Natomiast podstawowym zagadnieniem jest problematyka komparatystyki pedagogicznej. 
- Schulreform und Gesellschaft in der USSR, monografia, 1970
- Wozu dienen Vergleiche der Bildungssysteme in Ost- und Westeuropa? Disposition fuer e. Vortrag in Warschau, 1981
- Alternativen in Europa: UdSSR. Allgemeinbildung, Hochschulreife und Hochschulstudium, 1982
- Ueber Erfahrungen mit erziehungswissenschaftlichen Studien im Rahmen der Lehrerausbildung, 1985
- Laesst sich eine Theorie der Allgemeinen Bildungswissenschaft begruenden? 1986
- Die Schule und die Perspektiven unserer Kultur, współautor, monografia, 1986
- Zum Stand der Vergleichenden Paedagogik in der UdSSR, 1987
- Paedagogische Reform – international, 1988
- Die Reform des Bildungswesens in der Sowjetunion als Lehrstueck fuer die paedagogische Fachwelt, 1988
- Die Ambivalenz des Rekurses auf Ethnizitaet in der Erziehung, 1988
- Zum Stand der kulturvergleichenden pädagogischen Forschung in der Bundesrepublik Deutschland, współautor, 1988
- Aufbruch im Schulwesen der Sowjetunion, 1989
- Anglo-German perceptions of education, 1989
- Schulverfassung in internationaler Sicht, 1990
- Neue Bildungsziele für Europa? 1991
- Prospects for comparative education east and west, Londyn, 1992
- Das Bildungsgesetz der Russischen Foederation, 1994
- Schulen und Unterricht in Vergleich. Russland-Deutschland, monografia, 1995
- Bildungssysteme in Europa. Entwicklung und Struktur des Bildungswesens in zehn Ländern. Deutschland, England, Frankreich, Italien, Niederlande, Polen, Russland, Schweden, Spanien, Türkei. 4., völlig überarb. und erw. Aufl, współautor, monografia, 1996
- England, 1996
- Einige Aspekte zur Bildungsreform in England, 1996
- Zur Tendenz der Bildungsreform in europäischen Ländern, 1997
- Überlegungen zu einer "Einführung in die Vergleichende Erziehungswissenschaft", 1997
- Pädagogische Bildung durch die personale Dimension. Überlegungen anläßlich der Lebensbilder polnischer Pädagogen von Vicenty Okon, recenzja, 2001

Źródła: